# Cava (Spagna)
Cava è un comune spagnolo di 54 abitanti situato nella comunità autonoma della Catalogna.